# 鄭大聲
鄭大聲（ちょん でそん、1933年8月10日- ）は、在日韓国人の朝鮮料理研究家、滋賀県立大学名誉教授。

## 略歴
京都府生まれ。本籍、韓国慶尚南道。1961年大阪市立大学大学院理学研究科修士課程修了。77年「黒カビAspergillus nigerのアミラーゼ系,特に耐酸性α-アミラーゼに関する研究」で理学博士。モランボン（株）研究所所長、国立民族学博物館共同研究員、大阪経済法科大学客員教授、滋賀県立大学人間文化学部教授、97年定年退官、名誉教授。

## 著書
- 『朝鮮食品学』講談社 1977
- 『朝鮮食物誌 日本とのかかわりを探る』柴田書店 1979
- 『朝鮮の食べもの』築地書館 1984
- 『朝鮮の酒』築地書館 1987
- 『食文化の中の日本と朝鮮』1992 講談社現代新書
- 『朝鮮半島の食と酒 儒教文化が育んだ民族の伝統』1998 中公新書
- 『焼肉は好きですか?』2001 新潮選書　『焼肉大学』ちくま文庫
- 『ヘルシー・キムチ こんなに効く秘密 美肌・ダイエット・健康』祥伝社 2002
- 『よくわかる焼肉・韓国料理の歴史 焼肉店の人気メニューはいかにして生まれたか?』旭屋出版 2003
- 『焼肉・キムチと日本人』2004 PHP新書
- 『焼肉・たれ 焼肉店員が知っておきたい文化と知識』日本食糧新聞社 2012

### 共編著
- 『朝鮮料理全集』全6巻 全鎮植共編著 柴田書店 1985-86
- 『食文化入門』石毛直道共編 講談社 1995
- 『韓国家庭料理入門 薬味いろいろ・野菜たっぷり・混ぜておいしい』金日麗共著 農山漁村文化協会 1998
- 『キムチの絵本』編,加藤休ミ え 農山漁村文化協会 つくってあそぼう 2009

### 翻訳
- 『朝鮮の料理書』編訳 平凡社(東洋文庫 1982
- 李盛雨『韓国料理文化史』佐々木直子共訳 平凡社 1999

## 論文
- 鄭大声